# 96 pr. n. št.
96 pr. n. št. je bilo leto predjulijanskega rimskega koledarja.
Oznaka 96 pr. Kr. oz. 96 AC (Ante Christum, »pred Kristusom«), zdaj posodobljeno v 96 pr. n. št., se uporablja od srednjega veka, ko se je uveljavilo številčenje po sistemu Anno Domini.

## Dogodki
- ptolomejski kralj zapusti v oporoki Kireno Rimu.